# Sol de otoño
Sol de otoño és una pel·lícula argentina de 1996, dirigida per Eduardo Mignogna i protagonitzada per Norma Aleandro, Federico Luppi, Jorge Luz, Gabriela Acher, Cecilia Rossetto i Roberto Carnaghi. Es va estrenar el 8 d'agost de 1996 i va ser guanyadora de deu premis, entre ells el Còndor de Plata com a millor film i el Premi Goya com a millor pel·lícula estrangera de parla hispana.

## Sinopsi
Clara (Norma Aleandro) contracta a Raúl (Federico Luppi) perquè simuli ser el seu nuvi enfront de l'arribada des de l'exterior del seu germà. Ella és jueva, però ell no ho és, per tant ha de "aprendre" a ser-ho, per a ser convincent. Tots dos són persones grans ja, per als qui suposadament l'amor és una mica d'una edat que ja van passar. D'allí que la pel·lícula porti el títol de Sol de tardor.

## Actors
- Norma Aleandro, Clara Goldstein
- Federico Luppi, Raul Ferraro
- Jorge Luz, Palomino
- Cecilia Rossetto, Leticia
- Roberto Carnaghi, Cohen
- Erasmo Olivera, Nelson
- Nicolás Goldschmidt, Wilson
- Gabriela Acher, Silvia
- Bobby Flores, Narrador
- Oscar Alegre
- Antonio Errico
- Titina Morales
- Fausto Collado
- Damián Dreizik
- Marina Borenstein
- Sandra Di Milo
- Abian Vain
- Pablo Rinaldi
- Aldana Jussich
- Carlos Lanari
- Carlos Goglino
- Pochi Ducasse
- Pablo Rojas
- Gladys Escudero
- Luciana González Costa
- Sergio Arroyo
- Héctor Orlando
- Hugo de Bruna
- Ana Padilla
- Flávia Aberg Cobo
- Patricia Clark
- Carlos Oxenford
- Liliana Liberman
- Francisco Benítez
- Negro Ferreira
- Claudia Fontán
- Martin Barbieri
- Daniel Ritto
- Gabriel Germelli
- Héctor Tarrie
- Luis Romanin
- Trucho
- Catalina
- Cynthia Att, veu
- Fanny Robman, veu
- Julio Jaimes
- Jorge Román
- Horacio Luppi

## Premis
- 1998, Festival de pel·lícules del sud d'Oslo, esment d'honor.
- 1997, Premis Goya, millor pel·lícula estrangera de parla hispana.
- 1997, Còndor de Plata de l'Associació Argentina de Crítics de Cinema, millor pel·lícula, millor director, millor actor (Federico Luppi), millor actriu (Norma Aleandro), millor fotografia.
- 1996, Festival Internacional de Cinema de Sant Sebastià, Premi OCIC i a la millor actriu.[4]